# 厄尔士山区施瓦岑贝格
厄尔士山区施瓦岑贝格（德語：Schwarzenberg/Erzgeb.，全拼为），简称施瓦岑贝格（德語：Schwarzenberg，發音：[ˈʃvaʁtsn̩ˌbɛʁk] ⓘ），是德国萨克森州厄尔士山县的城市，曾是施瓦岑贝格县的县治，面积46.31平方千米，2023年12月31日人口为15,740人。